# Rally El Corte Inglés de 1979
El Rally El Corte Inglés de 1979, oficialmente 3.º Rally El Corte Inglés, fue la tercera edición y la decimosexta de la temporada 1979 del Campeonato de España de Rally. Se celebró del 29 al 30 de septiembre y contó con un itinerario de quince tramos que sumaban un total de 118 km cronometrados.

## Clasificación final
| Pos. | Piloto                 | Copiloto                  | Automóvil              | Tiempo  | Diferencia |
| ---- | ---------------------- | ------------------------- | ---------------------- | ------- | ---------- |
| 1.   | Marc Etchebers         | Marie-Christine Etchebers | Porsche 911 Carrera RS | 1:14:53 | 0.0        |
| 2.   | Medardo Pérez          | Juan José Alonso          | BMW 320                | 1:15:52 | +0:59      |
| 3.   | Diego Suárez           | Antonio Fernández         | Honda Civic            | 1:23:37 | +8:44      |
| 4.   | Carlos Alonso-Lamberti | José Manuel Marrero       | Fiat 124 Abarth        | 1:25:00 | +10:07     |
| 5.   | Ángel Dávila           | Ramón Ucha                | Isuzu Gemini           | 1:25:04 | +10:11     |
| 6.   | José Manuel Santana    | José L. de Vera           | Toyota Trueno          | 1:25:49 | +10:56     |
| 7.   | José M. Santana        | Juan Romano               | Isuzu Gemini           | 1:25:50 | +10:57     |
| 8.   | "Aledi"                | Juan Rodríguez            | Talbot Sunbeam 424     | 1:26:53 | +12:00     |
| 9.   | "Pichote"              | Nicolás Álvarez           | Talbot Sunbeam 424     | 1:27:21 | +12:28     |
| 10.  | Manuel Suárez          | Miguel Lozano             | Honda Civic            | 1:28:06 | +13:13     |